# 西石見広域農道
西石見広域農道（にしいわみこういきのうどう）は、島根県益田市を通る農道である。

## 概要
1977年から2000年にかけて工期。22.7kmの距離が存在する。
石見空港の南西に位置する国営農地益田地区（約 240 ha）は西石見広域農道と結ばれることにより出荷時間が短縮されている。

## 路線状況
益田市を通る国道191号から分離した形でこの農道の起点とし、南西方面へと向かう。
- 国道191号交点から島根県道313号美濃地石見横田停車場線交点までの区間（14.0km、Google マップ）
- 島根県道・山口県道14号益田阿武線交点から島根県道・山口県道17号津和野田万川線交点までの区間（8.0km、Google マップ）

## 交差する道路
- 国道191号

## 他の広域農道
浜田市三隅町からの石見西部広域農道（Google マップ）と国道191号（750m、Google マップ）を介して通じる。